# Benedikt Birckenbach
Benedikt Birckenbach (* 1965 in Düsseldorf) ist ein deutscher freischaffender Künstler. Er ist Bildhauer, Zeichner, Grafiker und beschäftigt sich mit Kunst am Bau sowie Installationen.

## Leben
Er absolvierte von 1990 bis 1996 die Akademie der Bildenden Künste Nürnberg bei Wilhelm Uhlig und Tim Scott und war 1996 Meisterschüler bei Tim Scott. 
Seit 2008 hat er Lehraufträge inne an der RWTH Aachen als wissenschaftlicher Mitarbeiter und Leiter der Steinwerkstatt am Lehrstuhl Plastik oder als Dozent an der internationalen Sommerakademie Pentiment in Hamburg. 
Benedikt Birckenbach lebt und arbeitet in Troisdorf und nutzt dort als großräumiges Atelier eine alte Fahrzeughalle.

## Preise und Stipendien
- 1996 1. Preis / Salon D´Automne D’Arts Majeurs De Paron (Frankreich)
- 1997–1998 Stipendium im Schleswig-Holsteinischen Künstlerhaus Eckernförde
- 1999 Rheinischer Kunstpreis
- 2006 Stipendium der Jackson Pollock und Krasner Foundation (New York)
- 2013 Förderung durch die Stiftung Kunst der Sparkasse Bonn

## Ausstellungen
Einzelausstellungen / Auswahl
- 2000 DLR Deutsches Zentrum für Luft- und Raumfahrt Bonn
- 2001 Stadtmuseum Siegburg
- 2002 Kunstverein Rhein-Sieg in Siegburg
- 2003 Musée des Arts Contemporain Lyon
- 2004 Kunstverein Trier Junge Kunst
- 2004 GSF Helmholtz Zentrum München
- 2004 Brühler Kunstverein
- 2005 Kloster Bentlage in Rheine
- 2006 Stadtmuseum Siegburg
- 2006 Stadtmuseum Beckum
- 2008 Galerie Epikur in Wuppertal
- 2010 kunst galerie fürth in Fürth
- 2013 Lutherkirche Bonn
- 2014 Kunstverein Villa Wessel in Iserlohn

Seit 1996 stellte Benedikt Birckenbach auf Gemeinschaftsausstellungen aus, so auf der Großen Kunstausstellung in München, bei der Darmstädter Sezession, auf der Art Cologne, in der Galerie Koch, auf der Art Karlsruhe, im Kunstverein Wilhelmshöhe Ettlingen, im Kunstmuseum Singen und im Museum de Fundatie - Kasteel het Nijenhuis (Niederlande).

## Öffentlicher Besitz
Arbeiten von Benedikt Birckenbach sind in folgenden Sammlungen zu finden: der Bayerischen Staatsregierung, der Bayerischen Staatsgemäldesammlung, dem Museum Würth Künzelsau, im GSF-Forschungszentrum für Umwelt und Gesundheit (Neuherberg). Sowie im öffentlichen Raum: der Stadt Leverkusen, am Rheinauen Carré in Bonn, im Domizil Am Venusberg in Bonn und vor der AOK-Systems in Bonn.

## Kataloge / Publikationen / Literatur
-- 2013 Benedikt Birckenbach – Enjoy the silence (20 Seiten)

Katalog zur Installation vor der Lutherkirche Bonn
-- 2005 Benedikt Birckenbach – Kurz vor der Stille (95 Seiten)

Katalog zu den Ausstellungen im Kloster Bentlage, im Stadtmuseum Beckum und im Stadtmuseum Siegburg
-- 2004 Benedikt Birckenbach – Borobudur (20 Seiten)

Katalog zur Ausstellung im GSF-Forschungszentrum für Umwelt und Gesundheit in der Helmholtz-Gemeinschaft
-- 2002 Benedikt Birckenbach – Holzfällen. Eine Erregung -Des arbres á abattre. Une exitation- (66 Seiten)

Katalog zur Ausstellung im Kunstverein Rhein-Sieg